# Halecium tortum
Halecium tortum is een hydroïdpoliep uit de familie Haleciidae. De poliep komt uit het geslacht Halecium. Halecium tortum werd in 1938 voor het eerst wetenschappelijk beschreven door Charles McLean Fraser. 